# 巨額似折尾蝦
巨額似折尾蝦（学名：Uroptychodes grandirostris）为劣柱蝦科似折尾蝦屬下的一个种。